# José María Sánchez Roda
José María Sánchez Roda fou un polític i escriptor valencià nascut a Requena. El 8 de novembre de 1937, durant la Guerra Civil Espanyola fou nomenat conseller de Cultura del Consell Provincial de València, com a representant de la Unió General de Treballadors (UGT) i, per la qual cosa fou el màxim responsable polític de l'Institut d'Estudis Valencians. Per raó d'aquest càrrec, estigué al capdavant de la Junta Delegada del Tresor Artístic de València.
En acabar la guerra, patí diverses formes de repressió per part del règim franquista. Va estar reclòs com a presoner al destacament penal de Torres de Segre entre novembre de 1942 i març de 1943 on prestà els seus serveis professionals com a practicant (Arxiu Històric de Lleida, Fons Centre Penitenciari de Ponent). El març de 1943 va obtenir la llibertat condicional. Posteriorment, es dedicà a la producció literària, principalment en el camp de la lírica; hi estigué molt vinculat a la Fiesta de la Vendimia de Requena.